# Lluïsa de Coligny
Lluïsa de Coligny (Châtillon-Coligny, 23 de setembre de 1555 - Fontainebleau, 13 de novembre de 1620) fou una aristòcrata, filla de Gaspard de Coligny i Carlota de Laval, i la quarta i última esposa de Guillem I d'Orange-Nassau.

## Biografia
Als 17 anys es va casar amb Carles de Teligny, que resultaria mort durant la matança de sant Bartomeu de 1572, igual que el pare de Lluïsa. El 12 d'abril de 1583 es casaria amb Guillem d'Orange, del matrimoni del qual naixeria el 1584 Frederic Enric d'Orange-Nassau, quart fill baró legítim de Guillem i futur príncep d'Orange.
Després de l'assassinat del seu marit per Balthasar Gerards aquest mateix any, Lluïsa es va fer el càrrec dels fills del tercer matrimoni del seu marit amb Carlota de Borbó-Montpensier.
Lluïsa era hugonota, igual que el seu pare, i va afavorir la causa del protestantisme fins a la seva mort, el 1620.